# Гранд Рекс
Гранд Рекс је биоскопска и концертна хала у Паризу, у Француској. 
Чувена је по раскошој декорацији и великом главном гледалишту, које важи за највеће у Европи.

## Историја
Зграда биоскопа, првобитно названа Рекс, је изграђена за филмског продуцента Жака Хаика, који је Француској представио глумца Чарлија Чаплина. Хаик је желео да изгради налепши биоскоп у Паризу, где ће публика имати осећај као да гледа филм под отвореним небом. 
Зграду је дизајнирао француски архитекта Аугуст Блујсен уз помоћ Џона Еберсона, познатог америчког архитекте који је пројектовао атмосферске биоскопе по Сједињеним Америчким Државама.
Изградња биоскопа је почела 1931. године, а врата за публику су отворена 8. децембра 1932. године.
За време окупације, контролу над Рексом је преузела немачка војска. Име је промењено у Солдатенко и служила је искључиво за немачке војнике. 
Крајем педесетих година прошлог века, биоскоп је саградио покретне степенице. Представио их је Гари Купер.

## Архитектура
Главно гледалиште Гранд Рекса садржи плафон украшен звезданим небом и украсима из разнораних бајки, укључујући и водене површине. 
Са својих 2800 места, гледалиште заузима број један по величини у Европи. Платно величине 300m² (24.9m x 11.35m) представља највеће платно у Паризу.
Спољна фасада биоскопа, који је много већи него околне зграде садржи неонски знак и торањ у ар деко стилу. Гранд Рекс биоскоп се сматра спомеником ар деко архитектуре. 
Француска влада га је 5. октобра 1981. године уврстила на листу националних споменика.

## Програм
За разлику од већине париских биоскопа, Гранд Рекс приказује филмове у дабованој верзији, односно не приказује филмове са оригиналним гласовима глумаца него су преко њих преснимљени француски глумци. 

## Догађаји
Биоскоп је сваког априла домаћин шестодневног „Жил Верн Адвентуре” (енгл. Jules Verne Adventure Film Festival) филмског фестивала који привуче нешто више од 48 хиљада посетилаца.
У децембру се одржава „Фери дезу” (фр. Féerie des eaux), фестивал водене тематике, а у центру дешавања се налази неки од новијих породичних филмова.

## Познати извођачи
- Pet Shop Boys
- Сезарија Евора
- Боб Дилан
- Жозефина Бекер
- Едит Пијаф
- Фил Колинс
- Нико
- Том Вејтс
- Суфјан Стивенс
- Реј Чарлс
- Грејс Џоунс
- Ленард Коен
- Кели Кларксон
- Мадона
- Трејси Чепмен